# Groeten uit Maaiveld
Groeten uit Maaiveld is het achtste album (en vierde studioalbum) van Acda en De Munnik. Het kwam uit op 19 november 2002.
Op dit album zijn voor het eerst liedjes te vinden die niet eerder deel uitmaakten van een cabaretprogramma. De titel verwijst naar een maaiveldcultuur.

## Medewerkers
- Thomas Acda - Zang, gitaar, mondharmonica
- Paul de Munnik - Zang, piano, toetsen, arrangementen en productie
- David Middelhoff - Basgitaar, gitaar, koor, arrangementen en productie
- Dave van Beek - Drums en percussie
- JB Meijers - Gitaar, bugel, koor, arrangementen, opname en productie
- Peter Schön - Strijkers- en blazersarrangementen
- Arlia de Ruiter - Viool
- Linda Dumessie - Viool
- Pauline Terlouw - Viool
- Aimée Versloot - Altviool
- Mieke Honingh - Altviool
- Bastiaan van der Werf - Cello
- Jan van Duikeren - Trompet
- Ilja Reijngoud - Trombone
- Barend Middelhoff - Saxofoon
- Rolf Delfos - Saxofoon